# Honolulu Star-Advertiser
Le Honolulu Star-Advertiser est un quotidien américain publié dans l'ensemble de l'État d'Hawaï. Il est créé le 7 juin 2010 par la fusion du The Honolulu Advertiser et du Honolulu Star-Bulletin après leur acquisition par le groupe de presse canadien Black Press. Avec un tirage de 178 082 exemplaires par jour en semaine, c'est le plus important quotidien d'Hawaï. Il est édité en grand format mais aussi sur Internet. Son siège est à Honolulu.